# Сайды
Са́йды (лат. Pollachius) — род рыб из семейства тресковых (Gadidae), в который включают два вида промысловых рыб: люр и сайда.

## Внешний вид
Голова заострённая, нижняя челюсть выдаётся за верхнюю, подбородочный усик маленький или отсутствует,  высота тела составляет 20—25 % всей длины; боковая линия изогнутая или прямая, светлая. Длина основания первого анального плавника больше половины расстояния от него до конца рыла; хвостовой плавник с небольшой выемкой. Цвет тёмный, сверху тёмно-оливковый, на боках книзу светлее и переходит в желтовато-серый, нижняя сторона серебристо-серого и молочно-белого цвета; передняя часть головы, морда и губы чёрного цвета, брюшные плавники красновато-белые. Длина тела достигает 1,3 метра.

## Область распространения
Север Атлантического океана от Гренландии до Нью-Йорка на американской стороне и Мурманского берега Кольского полуострова до Бискайского залива на европейской; она обыкновенна у западного и северного берега Норвегии, у западного Мурмана, Исландии, Ньюфаундленда. 

## Образ жизни
Сайда питается главным образом мелкой рыбой — сельдями, мойвой, молодью трески и ракообразными. Нерестятся в январе—апреле. Плодовитость до 6,5 млн икринок. Молодые сайды держатся около берегов, уходя к зиме на глубину, крупная сайда держится по преимуществу на более глубоких местах или в некотором расстоянии от берега.

## Промысел и использование
Оба вида сайд являются ценными промысловыми видами. Ловят тралами, сетями, неводами, ярусами. Реализуются в свежем, мороженом, солёном и копчёном виде